# Angelmó

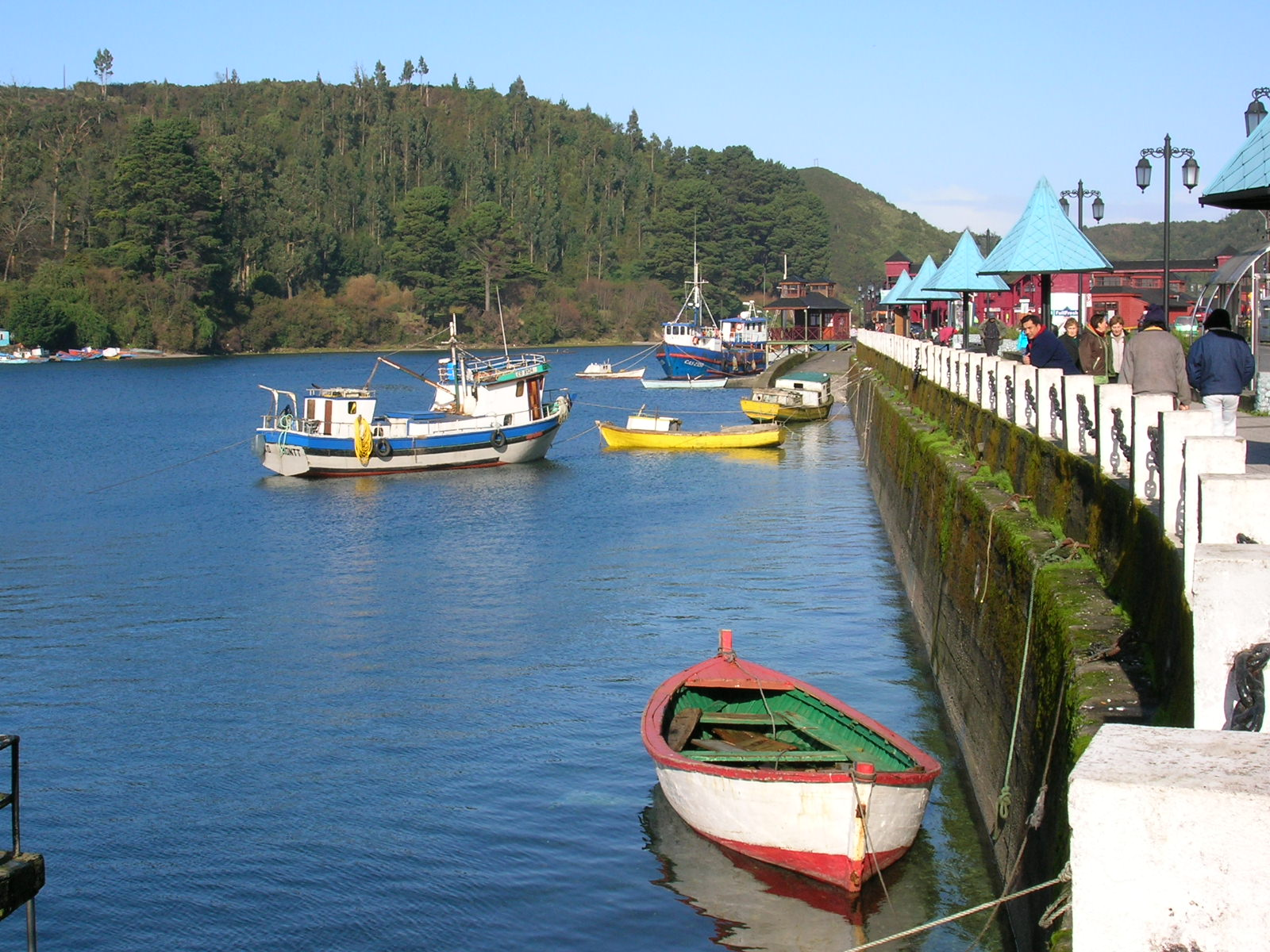
Vista de la bahía de Angelmó.

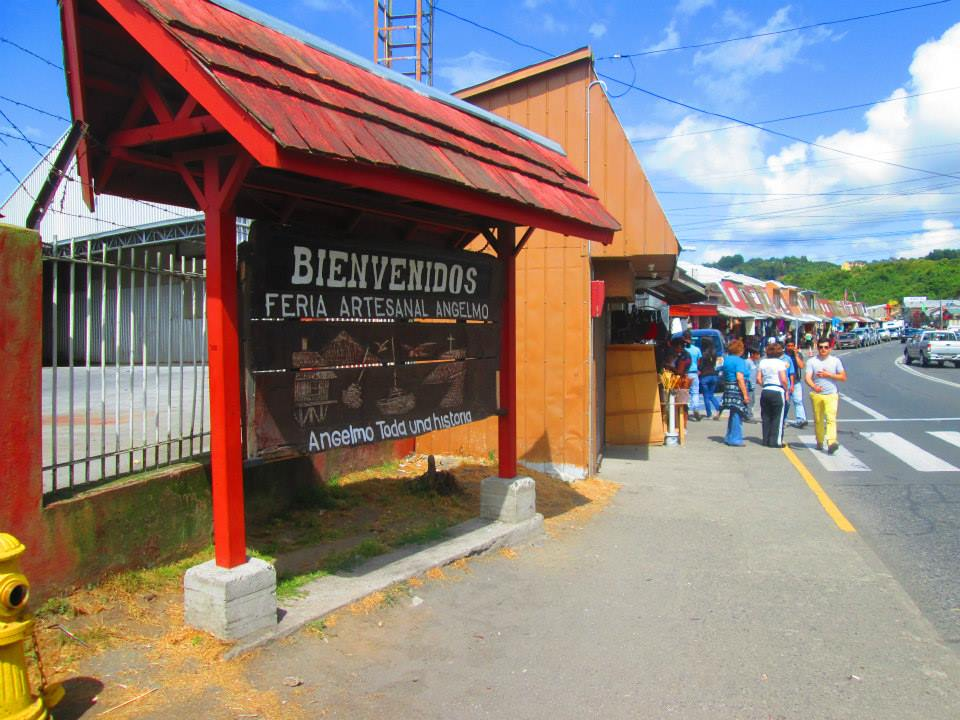
Letrero que da la bienvenida a la feria artesanal de Angelmó.

Angelmó es una pequeña bahía chilena ubicada en Puerto Montt, frente a la isla Tenglo, en la Región de Los Lagos. Nació como un puerto a finales del siglo XIX. 
La etimología de su nombre es discutida y usualmente se atribuye a la deformación del nombre "Ángel Montt", un médico que habría vivido cerca de ahí, pero como no hay registros de su existencia, al parecer se trata de una etimología popular creada posteriormente. Si el origen del término fuera mapuche, un étimo posible es ngeylmo (ngeyl: banco de mariscos, mo: locativo).
En la actualidad, es un centro de atracciones turísticas que reúne una feria artesanal, un puerto de embarque hacia el sur (Chiloé, Aisén, laguna San Rafael y Puerto Natales), palafitos y un mercado de mariscos y pescados.